# Dragomir Vojnić
Dragomir Vojnić, hrvaški ekonomist, univerzitetni profesor in akademik, * 31. december, 1924 Gaj v Vojvodini, † 23. december 2020, Zagreb.
Diplomiral je leta 1967, doktoriral pa 1967 na Ekonomski fakulteti v Zagrebu. Od 1952 je bil zaposlen na Ekonomskem inštitutu v Zagrebu, kateremu je bil med leti 1973 do 1993 tudi direktor. Leta 1968 je bil izvoljen za znanstvenega svetnika. Izvoljen za rednega profesorja na Ekonomski fakulteti v Zagrebu je bil 1970. Od leta 1983 je bil član Hrvaške akademije znanosti in umetnosti. Delo glavnega in odgovornega urednika časopisa Ekonomski pregled je oprávljal med leti 1977 do 2007.